# История почты и почтовых марок ДР Конго
История почты и почтовых марок Демократической Республики Конго, государства в Центральной Африке со столицей в Киншасе, описывает развитие почтовой связи в Демократической Республике Конго (ДРК), ранее Бельгийском Конго и Заире.

## Почтовые администрации. Выпуски почтовых марок

### Колониальный период

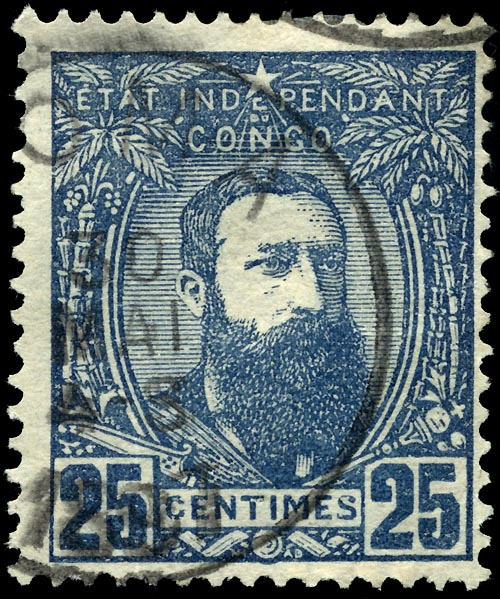
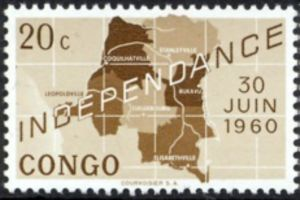

Свободное государство Конго было создано в 1885 году по личной инициативе короля Бельгии Леопольда II[≡] и было официально аннексировано, став Бельгийским Конго, в 1907 году. Оба этих образования выпускали собственные марки, в том числе серию «Молс», созданную нидерландскими художниками Робертом Чарльзом Густавом Лоуренсом Молсом и Питом ван Энгеленом (нидерл. Piet van Engelen)[≡].
- Марка Свободного государства Конго с портретом короля Бельгии Леопольда II (1889)[^]
- Памятная марка Республики Конго в честь провозглашения независимости от Бельгии (1960)[^]

### Независимость

Пропагандистская виньетка и почтовые марки Катанги (надпечатки на марках Бельгийского Конго и ; 1960—1963)

#### Республика Конго
В 1960 году Бельгийское Конго стало независимой Республикой Конго, в ознаменование чего выходили коммеморативные марки[≡].

#### Катанга
Государство Катанга отделилось от Республики Конго и в течение трёх лет независимости выпускало собственные почтовые марки и выпуски с надпечатками на почтовых марках Бельгийского Конго и Республики Конго.

#### Южное Касаи
В течение короткого времени в 1960—1961 годах Южное Касаи было сепаратистским регионом на юге центральной части страны, сделавшим надпечатки на почтовых марках Бельгийского Конго.

Квартблок марок Южного Касаи с надпечаткой на марках Бельгийского Конго (1960)[^]
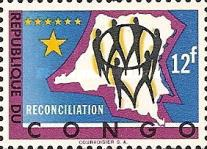
Памятная марка Республики Конго в честь восстановления территориальной целостности страны (1963)

#### Заир
Первые почтовые марки Заира были выпущены 18 декабря 1971 года.

#### Демократическая Республика Конго
В 1997 году страна была переименована в Демократическую Республику Конго, что нашло отражение в появлении соответствующей надписи на почтовых марках этого государства.

## Другие виды почтовых марок
Посылочные марки издавались в Бельгийском Конго в период 1887—1892 годов.

## Выпуски индийских войск в Конго
Войска ООН, расквартированные в 1962 году в Республике Конго, включали в свой состав индийский контингент, военнослужащие которого для оплаты пересылки своей корреспонденции применяли почтовые марки Индии с надпечаткой англ. «UN FORCE (INDIA). CONGO» («Войска ООН (Индия). Конго»). Всего было выпущено 6 номиналов.